# Мун-ван (володар Пархе)
Мун (кор. 문, 文, Mun, Mun) або Вень (кит.: 文; піньїнь: Wén; Вейд-Джайлз: Wun); ім'я при народженні Техинму (кор. 대흠무, 大欽茂, Dae Heum-mu, Tae Hŭm-mu; пом. 793) — корейський правитель, третій володар (тійо) держави Пархе. Сприяв поширенню в своїй державі буддизму й конфуціанства.

## Життєпис
Син Му-вана, тійо Пархе. При народженні отримав ім'я Де Хум Му (кор. 대흠무), в китайському варіанті Цінь Мао (кит.: 大欽茂). Після смерті батька у 737 році успадкував трон.
Спрямував свою політику на дотримання мирних стосунків із сусідами, насамперед китайською імперією Тан та корейською державою Сілла, а з 750 року відновив регулярність посольств з Японією.
За домовленістю з імператором Сюань-цзуном володар Пархе відправляв до Китаю на навчання чиновників та здібних представників знаті. Останні згодом поширювали в Пархе окрім китайських знань, також буддизм та принципи конфуціанства.
За зразком танського вищого навчального закладу Гоцзицзянь Мун-ван створив у себе аналогічний під назвою Чучагам. 742 року з метою зміцнення влади переніс столицю з Дунмо до сучасної провінції Гірін, назвавши її Центральна столиця (на її місці сьогодні розташовано м. Хелун). Тому у стосунках з Тан використовував титул вана, а з іншими державами Мун-ван остаточно став іменувати себе імператором (тено або тійо).
Запровадив державну систему за аналогом Китаю, створивши уряд з 3 палат (на чолі їх за значущістю знаходилися Лівий, Правий та Державний міністри), які поділялися на 6 департаментів, а також 12 відділів, 1 колегію (на чолі з великим цензором), 7 відомств, 1 управління, 1 службу і 1 кабінет. Відмінністю була більш гнучка чиновницька система та більша підпорядкованість володареві.
Також намагався спочатку дотримуватися мирних відношень із Сіллою, оскільки через територію останньої пролягав важливий торгівельний шлях. Разом з тим продовжив політику попередників з розбудови військово-морського флоту.
Стосунки з Тан і Сіллою змінюються після 755 року, коли перша внаслідок повстання Ань Лушаня занурилася у політичну кризу, а інша продовжувала оскаржувати статус правителя Пархе при китайському дворі. Того ж року переніс резиденцію північніше, назвавши її Санкьон (Верхня столиця). У 758 році Мун-ван відмовився військово допомогти для придушення повстання на півночі Китаю. Того ж року відправив до Японії посольство на 4 суднах.
Вани Сілли в значній мірі розглядали Пархе як повсталу провінцію, оскільки раніше підкорили Когурьо, на півночі якої утворилася Пархе. Погіршенню стосунків Мун-вана із Сіллою також сприяв фактичний правитель Японії Фудзівара но Накамаро, який з 758 року спонукав Мун-вана до нападу на Сіллу. Втім 759 року Фудзівара наштовхнувся на внутрішній спротив своїй зовнішній політиці, а Мун-ван одноосібно не наважився атакувати Сіллу. Проте перемовини з Японією про спільні дії тривали до 762 року. Внаслідок повалення Фудзівара но Накамаро в 764 року дипломатичні контакти між державами припинилися. Водночас вдалося зайняти північ Ляодунського півострова.
З 770-х років підтримував впливового цзєдуши Лі Чженці, який сприяв послабленню влади танських імператорів. Потім Мун-ван став союзником сина останнього — Лі На, що зробив владу цзєдуши в Пінлі (півострів Шаньдун) спадковою. З 771 року відновив практику посольств з Японією.
У 785 році переніс столицю на схід держави (сучасний кордон Російської Федерації й КНР), назвавши її Дункьон (Східна столиця) — на її території сьогодні розташовано китайське місто Хуньчунь. У 793 році Мун-ван повернув столицю до Санкьона. Того ж року помер. Йому спадкував брат Де Вон Уї, оскільки його син Да Кьонрім помер раніше.

## Ери правління
- Дехун (대흥. Велике Щастя), 737—774 роки
- Порьок (보력)